# Логически позитивизъм
Логически позитивизъм (също наричан логически емпиризъм и неопозитивизъм) е школа във философията, която комбинира емпиризма – идеята за опитния източник на познанието – с някакъв вид рационализъм, който намира извънопитните моменти на познанието в езиковите конструкции, създавани от човека. 

## Исторически сведения
Философията на неопозитивизма се заражда в края на 20-те години на XX в. във Виенския кръг, чийто неформален ръководител е Мориц Шлик. Други представители са Рудолф Карнап, Ото Нойрат, Ханс Хан. В Берлин подобна група се формира около Ханс Райхенбах. От Англия да посещава сбирките на Виенския кръг идва младият Алфред Ейър. Други по-млади представители са Карл Хемпел и Херберт Файгъл. По-късно, когато след надигането на нацизма представителите на Виенския кръг емигрират от Австрия в англоезичните страни, последните двама са видни фигури в логическия позитивизъм, сега получил световно разпространение и докъм края на 60-те години доминиращ в англосаксонския свят.

## Емпиризмът на логическия позитивизъм. Сетивният опит като източник на смисъла
Логическият позитивизъм се опира на постиженията в математическата логика от края на XIX и първите двайсетина години на XX в. и на тяхната интерпретация от Бъртранд Ръсел и Лудвиг Витгенщайн.
Знанието се схваща като съвкупност от изречения. Какво придава смисъл на едно изречение? Според логическите позитивисти – не някаква мисъл, идея в главата на човека, в ума, а правилата на езика, които определят как ще се използва това изречение. Изречението има смисъл, ако според съществуващите правила на някакъв език има начин да се определи дали то е истинно или неистинно. Тук идва емпиризмът на логическите позитивисти: източникът на смисъла, това, което определя дали съчинените от нас изречения ще бъдат истинни, или не, е сетивният опит: възприятията, усещанията или вътрешните ни преживявания (последното – когато става дума за изречения от рода на „Спи ми се“, „Боли ме зъб“). За да има смисъл, най-напред трябва да има една категория изречения, които определяме като истинни (верифицираме ги) при наличието на определени преживявания и като неистинни при други такива. В терминологията на Ръсел, използвана често и от неопозитивистите, те се наричат атомарни изречения. Друг термин, въведен от Рудолф Карнап, е „протоколни изречения“. Тези изречения подлежат на пряка верификация в сетивния опит. Например: „Тук е много топло“, „Първо слънцето залезе, а после стана съвсем тъмно“. Друг тип изречения подлежат на косвена верификация с помощта на атомарните изречения по правилата на логиката. Например, ако „Тук е сухо“ и „Тук е топло“ са верни атомарни изречения, правилата за използването на логическия съюз „и“ предвиждат, че изречението „Тук е сухо и топло“ също ще бъде истинно. По подобен начин изречението „Всички бозайници са топлокръвни“ е в логическа зависимост от огромен (всъщност безкраен) брой изречения за сетивно даденото.

## Рационалистичният момент. Истините на логиката и математиката
Рационалистическият момент във възгледите на логическите позитивисти е свързан с истините на логиката и математиката. Те нямат опитен произход, а произтичат от начина, по който е устроен езикът ни. Това устройство на езика има конвенционален характер – ние бихме могли и да изменим правилата на съществуващите езици, а са възможни и съществуват също изкуствени езици. Истините на логиката, например „Вали или не вали“, не отразяват някакви изключително общи закони на битието, нито са психологически закономерности на мисленето, а произтичат от правилата за употреба на езика ни. В конкретния пример – от това, че правилата за използване на съюза „или“ предвиждат „Вали или не вали“ да бъде истинно и в двата възможни случая – когато „Вали“ е истинно, и когато то е неистинно. По подобен начин 2+2=4 е истина поради правилата, възприети в аритметиката за употреба на знаците „2“, „4“, „+“ и „=“. Затова истини от този род нито могат да бъдат опровергани от какъвто и да било възможен опит, нито се нуждаят от опит за потвърждението си. Но тези истини имат чисто формален характер. Те не могат да ни научат нищо повече от това, което сами сме вложили в езика. 

## Критика на метафизиката
На неопозитивисткия принцип на верификацията се основава критиката на метафизиката от страна на това течение. Подобно на класическия позитивизъм, логическият позитивизъм отхвърля претенциите на метафизиката на това основание, че нейните изказвания нямат емпиричен източник. Но за неопозитивистите това означава не просто, че тези изказвания не са достоверни, а че те са псевдотвърдения, привидно изразяващи някаква мисъл, но всъщност лишени от смисъл. Нали смисълът на едно изречение е методът за неговата верификация, т.е. правилата, които правят неговата истинност зависима от опита. Ако си измислим някаква дума, например прилагателното „рорен“, но без да въведем правила, съгласно които изреченията, че това или онова нещо е „рорно“, зависят от опита, няма начин да се определи тяхната истинност. Следователно тези изречения и фигуриращата в тях дума „рорен“ нямат смисъл. Но същото важи за метафизическото понятие „начало“ („Водата, огънят, числото или умът – начало на всички неща.“) Подобно на това метафизическото (не и митологичното) понятие за Бог е лишено от смисъл, тъй като в метафизиката Бог е лишен от антропоморфни, т.е. сетивно възприемаеми характеристики.